# Aki Ross
Aki Ross (アキ・ロス Aki Rosu?) es un personaje ficticio y protagonista de la película Final Fantasy: The Spirits Whithin. La voz de Ross es interpretada por la actriz chinoestadounidense Ming-Na. Se esperaba que ella fuese la primera actriz fotorrealista generada por computadora en aparecer en múltiples películas en diferentes roles.

## Creación y diseño

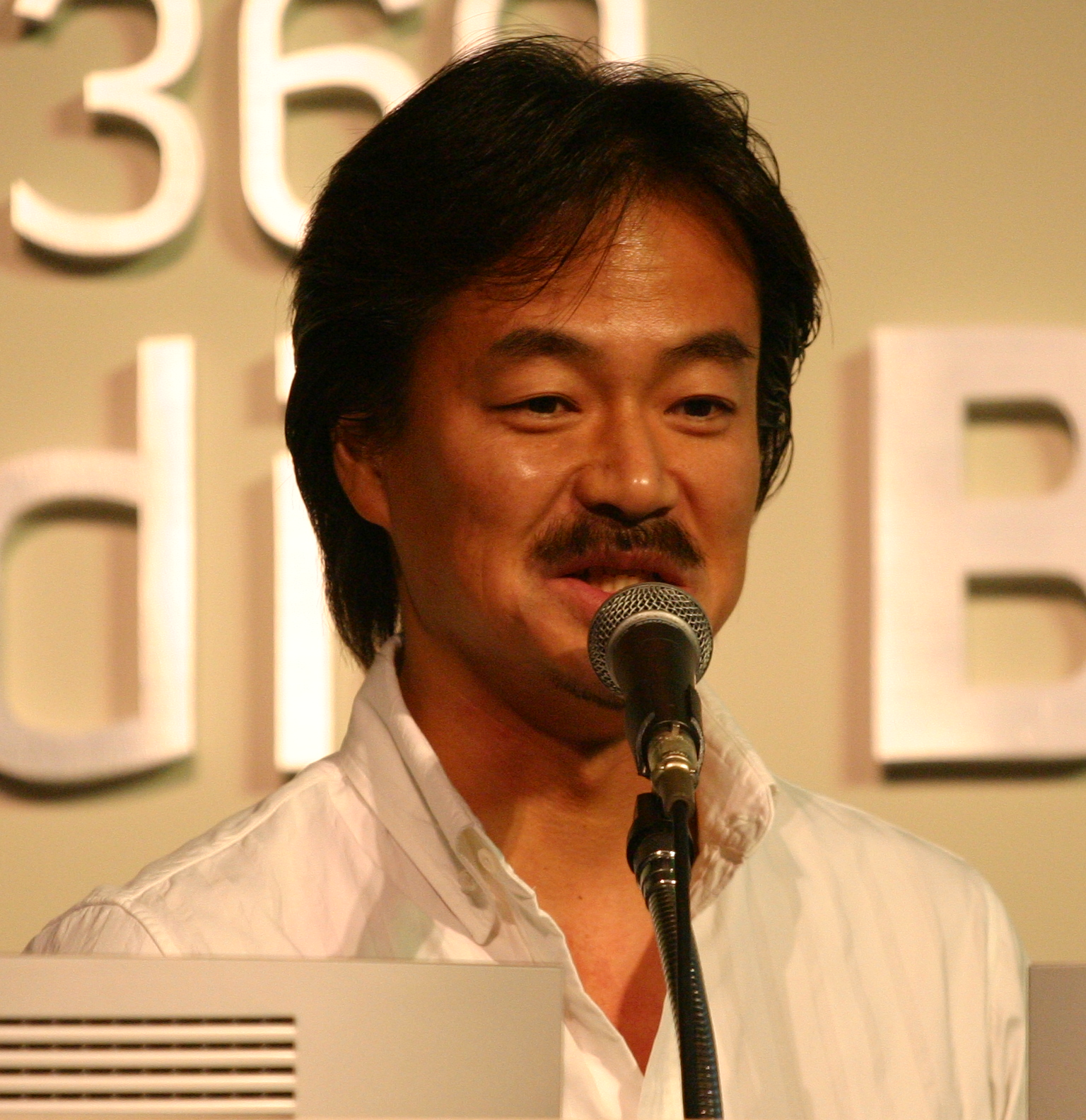
Hironobu Sakaguchi, creador de Aki Ross.

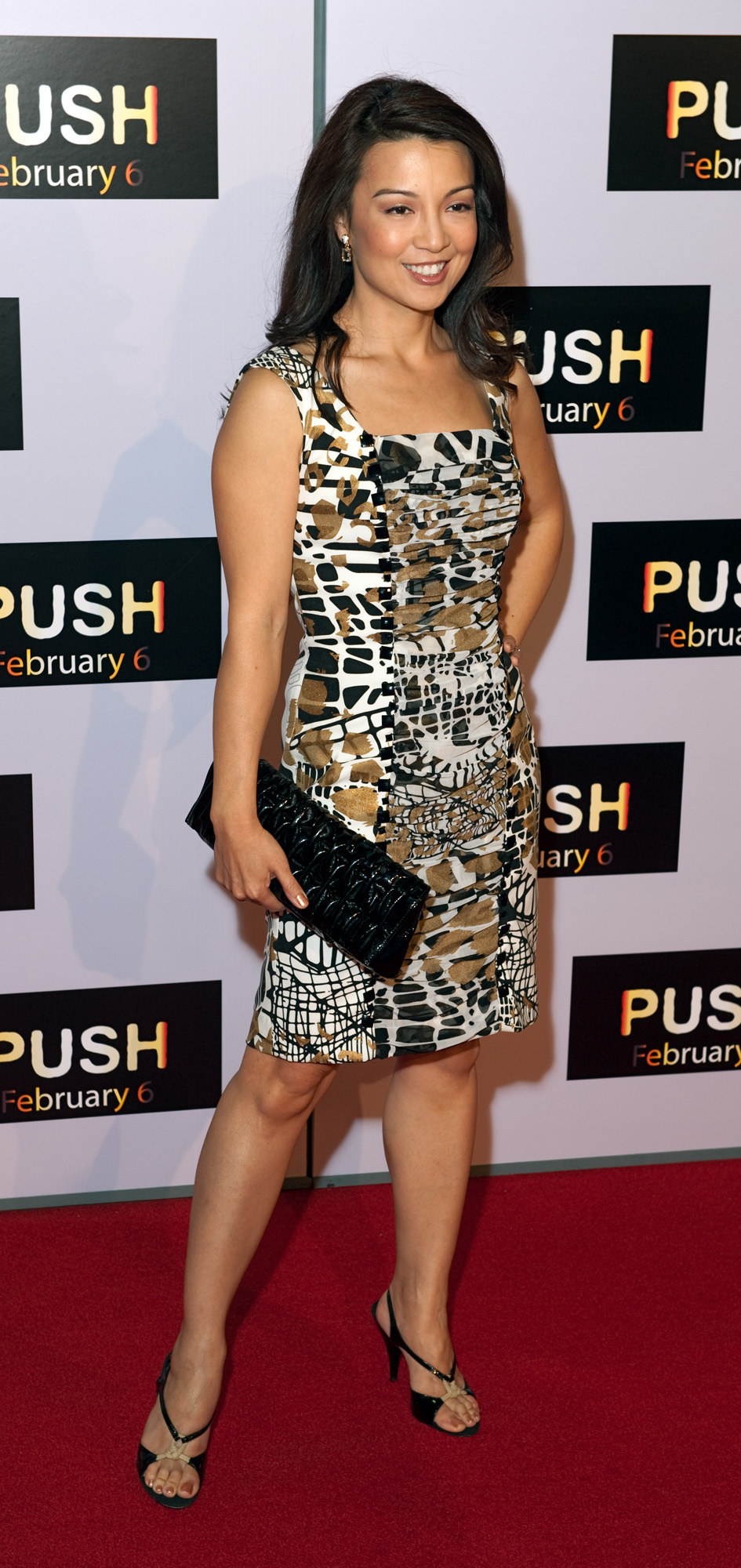
Ming-Na, actriz de voz de Aki Ross, fue seleccionada por Sakaguchi basándose en su decisión de que ella encajaba con la personalidad del personaje.

Aki Ross es un personaje ficticio creado por Hironobu Sakaguchi para Square Pictures de la empresa Squaresoft, con el propósito de usarlo en su película debut The Spirits Within. El modelo de Ross fue diseñado para que fuera una humana lo más realista posible, a lo que Sakaguchi comentó en una entrevista que «creo que es bueno ver a Aki y estar convencido de que ella es humana». Cada uno de sus 60 000 cabellos fueron animados y reproducidos separada y completamente en una render farm que consistió de 960 estaciones de trabajo con Intel Pentium III de 933 MHz, a las cuales les tomó 1,5 horas reproducir cada cuadro, estimando que el modelo está hecho de cerca de 400 000 polígonos. La intención de Sakaguchi era lograr que Aki fuera la «estrella principal» de Square Picture, señalando sus intenciones de usarla en juegos y películas posteriores de Square y la flexibilidad de estar disponible para modificar aspectos de ella, tales como su edad, para dichas apariciones.
La apariencia de Ross fue concebida por el animador jefe del proyecto, Roy Sato, quien creó varios diseños conceptuales para que Sakaguchi considerara, y que luego usó el diseño elegido como una guía para el modelo de personaje de Ross. Durante el desarrollo del personaje, Sato alteró en modelo para que tuviera una apariencia inteligente, acortó su cabello y removió el maquillaje de lo que él percibía como un personaje con apariencia de «supermodelo» en favor de una apariencia que «convencería a las personas de que ella es una científica». En una entrevista, Sato describió que trató activamente de hacer que ella apareciera tan realista como fuera posible, haciéndola similar a sí mismo en muchas maneras que el podía según las condiciones de la animación, incluyendo elementos de su personalidad a través de expresiones faciales, aunque señaló que «ella es mucho más bonita que yo».
A Ming-Na se le asignó el papel a través de su publicista y dijo que sintió como si «hubiera dado a luz [su] voz a un personaje» y que fue un poco «extraño». Añadió que fue difícil trabajar sin la presencia y espontaneidad de los actores reales; sin embargo, se acostumbró gradualmente a esta sensación, y supo que el trabajo de un actor de voz no tomaba mucho tiempo, dado que simplemente iría al estudio «una o dos veces al mes durante cuatro meses» sin necesidad de sesiones de maquillaje y vestuario, permitiéndole seguir actuando en la serie de televisión ER mientras trabajaba para la película. Tras la terminación de la película, Ming-Na expresó que estaría dispuesta a continuar haciendo la voz si se lo solicitaban.

## Apariciones
Apareciendo por primera vez en Final Fantasy: The Spirits Within, Aki Ross es una científica en la ficción postapocalíptica de mediados de siglo xxi que ha sido infectada por una raza de alienígenas llamados Fantasmas que aterrizaron en la Tierra, destruyendo toda la vida. A pesar de que está muriendo a causa de su experiencia con los alienígenas, ahora tiene la capacidad de vincularse a su secreto de supervivencia, a través de extraños sueños recurrentes, y espera usarlo para ayudar al resto de la humanidad a luchar contra los parásitos xenomórficos que parecen estar absorbiendo las almas de la población sobreviviente.
Ahora se ha aliado con el Deep Eyes Squad, una tropa especialista de soldados que están decididos a erradicar la amenaza alienígena de una vez por todas. Ross se encarga de buscar los ocho espíritus especiales que se supone ayudarán a salvar el planeta y la salvará de su propia condenación. Ella también se está enamorando del capitán del Deep Eyes Squad, Gray Edwards. Sin embargo, ella debe permanecer fiel a sus convicciones y resolver los extraños sueños ominosos que la acosan en su búsqueda. Al final, Gray se sacrifica cuando el espíritu que infectó a Ross resulta ser el octavo espíritu necesario para neutralizar a los fantasmas alienígenas.
En 2002 ella apareció en un vídeo de demostración que Square Pictures hizo para presentarlo a los hermanos Wachowski antes de desarrollar El último vuelo del Osiris para The Animatrix. El cortometraje, que aparece entre el contenido especial del DVD y la muestra con un diseño ligeramente modificado, la muestra en un duelo acrobático con un robot de Matrix Poco después, Square Pictures fue cerrado y absorbido por Squaresoft y la empresa dejó de usar el personaje, para lamento del presidente del estudio Jun Aida.

## Promoción y recepción
Palisades ha producido figuras de acción de Ross. Las características especiales del DVD de Final Fantasy: The Spirits Within incluyen también una sesión de fotos de modelaje en bikini de Ross.
Entertainment Weekly declaró que Ross era una It girl, afirmando que «decir que esta heroína de acción es un dibujo animado sería como decir que un Rembrandt es un garabato». Maxim y sus lectores votaron por ella como una de las mujeres más sensuales de todos los tiempos, clasificándose en el puesto 87 de un total de 100 y convirtiéndose en la primera mujer ficticia en la lista, apareciendo además en la portada de la edición. Su apariencia ha sido recibida positivamente por críticos, con elogios por los detalles más finos del modelo de personaje, como la renderización de su cabello. The New York Times la describió como alguien con la «eficiencia vigorosa» del personaje Ellen Ripley de la franquicia Alien y con el atractivo visual de Erin Brockovich representada por Julia Roberts. El crítico de cine Roger Ebert señaló que si bien inicialmente no se sintió convencido de que Ross era un ser humano real, admitió que era «realista», afirmando que sus creadores «nos retan a admirar su arte. Si Aki no es tan real como una actriz humana, ella es tan real una playmate que ha sido retocada al punto de una perfección brillante». El libro Digital Shock: Confronting the New Reality la describió como una actriz virtual que tiene una «belleza que es ‹realmente› impresionante», comparándola con el personaje de videojuegos Lara Croft.
Por el contrario, Robot Ghosts and Wired Dreams criticó a su personaje como un ejemplo de la mujer constantemente secuestrada en el cine japonés, más «diluida» por su existencia únicamente como un personaje generado por computadora que representa «un personaje femenino ideal de cine que no tiene un referente real». Action and Adventure Cinema la describió como el personaje femenino «menos abiertamente erotizado» en la ciencia ficción, aunque señaló que es un ejemplo del tratamiento de tales personajes como chicas de pin-up y que fue «transformada [...] en una máquina de fantasía erótica». Media Matrix: Sexing the New Reality señaló el énfasis de sus creadores en hacerla parecer real, aunque puso en duda la interpretación de su personaje, cuestionando si la presencia de su inconsciencia en la película fue pensada como un medio para que el personaje le pareciese a los espectadores más humano más humano a los espectadores.